# 大野五郎
大野 五郎（おおの ごろう、1910年2月13日 - 2006年3月7日）は、日本の洋画家。詩人の逸見猶吉（本名・大野四郎）は兄。
第1回独立美術協会展で、「O氏賞」受賞。川端画学校、「一九三〇年協会」研究所で学ぶ。自由美術家協会会員から主体美術協会を結成し、終生会員。公益財団法人北区文化振興財団、板橋区立美術館、広島県立美術館などに作品が所蔵されている。

## 経歴
- 1910年、東京府北豊島郡岩淵町（現在の北区岩淵町）に生まれる。
- 旧制中学卒業[1]。
- 1926年、藤島武二の門下となり、川端画学校洋画部に学ぶ[1]。
- 1928年、佐伯祐三らの「一九三〇年協会」展に初めて出品[1]。
- 1929年、「一九三〇年協会」研究所に学ぶ[1]。
- 1930年、「一九三〇年協会」展で協会賞受賞、二科展出品[1]。
- 1931年、第1回独立展出品、O氏賞受賞[1]。
- 1943年、靉光、麻生三郎、糸園和三郎、井上長三郎、鶴岡政男、寺田政明、松本俊介と「新人画会」を結成[2]。
- 1947年、自由美術家協会会員となる[1]。
- 1964年8月、寺田政明、中島保彦、森芳雄、吉井忠、麻生三郎、中野淳ら38名で自由美術家協会退会を決意。主体美術協会を結成[3]。
- 1965年、第1回主体展、国際形象展出品[1]。
- 1970年、「樹展」を糸園和三郎、寺田政明、吉井忠と開催[1]。
- 1971年、パリ、スペインに遊ぶ、「大野五郎画集」刊行[1]。
- 1977年、『クロッキーの魅力 訓練から制作の過程まで』（吉井忠との共著、美術出版社）刊行[4]。
- 1994年、「大野五郎画業70年展」を東京国際美術館で開催[1]。
- 1997年、北とぴあホールにて北区制50周年記念「赤羽モンマルトル展」に出品[1]。
- 2004年、東京・銀座の画廊で個展開催。同年6月、窪島誠一郎、佐藤忠良、野見山暁治らとともに、『九条の会』アピールを広げる美術の会」（略称・九条美術の会）発起人[5]。
- 2006年3月17日、慢性心不全のためあきる野市内の病院で逝去。同年4月22日〜5月28日、「追悼 大野五郎展 画業80年の軌跡」（八王子市夢美術館）。同展の図録刊行。
- 2009年1月14日〜1月18日、「大野五郎収蔵作品展」（北とぴあ地下1階展示ホール）